# Villa romana del Casale
La Villa romana del Casale è un edificio abitativo tardo antico, popolarmente definito villa nonostante non abbia i caratteri della villa romana extraurbana quanto piuttosto del palazzo urbano imperiale, i cui resti sono situati a circa quattro chilometri da Piazza Armerina, in Sicilia. Dal 1997 fa parte dei patrimoni dell'umanità dell'UNESCO. Il primo assetto museografico si doveva all'architetto Franco Minissi.

## Storia degli scavi e datazione
La scoperta della villa si deve a Gino Vinicio Gentili, che nel 1950 ne intraprese l'esplorazione in seguito alle segnalazioni degli abitanti del posto. Basandosi principalmente sullo stile dei mosaici, lo scopritore datò in un primo momento l'impianto della sontuosa abitazione – sorta su una più antica fattoria – non prima della metà del IV secolo; successivamente lo stesso studioso assegnò la villa all'età tetrarchica (285-305). Secondo Ranuccio Bianchi Bandinelli la villa va datata al primo venticinquennio del IV secolo.
Gli esami sulle murature hanno datato la villa e i mosaici stessi a una successione di tempi che va all'incirca dal 320 al 370, come testimoniato anche dalla stessa tecnica di costruzione delle volte in tubi fittili di alcuni ambienti.
Tra il V e il VI secolo, la villa fu sottoposta ad un significativo riadattamento: l'area abitativa fu ampliata con superfetazioni e fortificazioni. L'insediamento medievale che ne derivò, chiamato Palatia o Blàtea (o Iblâtasah, secondo al-Idrisi) fu poi distrutto, tra il 1160 e il 1161, dal re normanno Guglielmo I il Malo.

## Descrizione generale
Tra i resti della villa si individuano quattro nuclei separati:
- ingresso monumentale a tre arcate con cortile a ferro di cavallo (ambienti 1-2);
- corpo centrale della villa, organizzato intorno ad una corte a peristilio quadrangolare, dotata di giardino con vasca mistilinea al centro (ambienti 8-39);
- grande spazio, preceduto da un peristilio ovoidale circondato a sua volta da un altro gruppo di vani (ambienti 47-55);
- complesso termale, con accesso dall'angolo nord-occidentale del peristilio quadrangolare (ambienti 40-46).

## Caratteristiche architettoniche

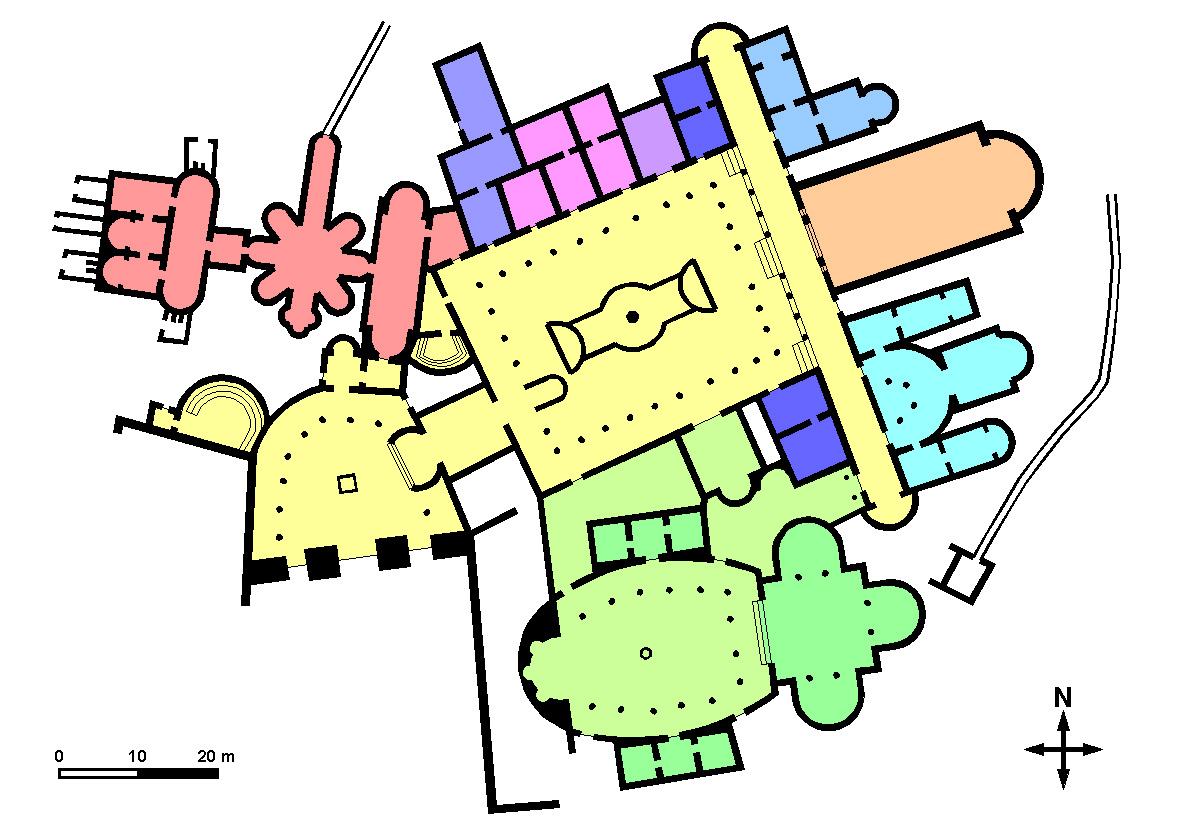
Pianta della villa

Ognuno dei quattro nuclei della villa è disposto secondo un proprio asse direzionale. Tuttavia tutti gli assi convergono al centro della vasca del peristilio quadrangolare. Nonostante le apparenti asimmetrie planimetriche, la villa sarebbe dunque il frutto di un progetto organico e unitario che, partendo dai modelli correnti nell'edilizia privata del tempo (villa a peristilio con aula absidata e sala tricora), vi introdusse una serie di variazioni in grado di conferire originalità e straordinaria monumentalità all'intero complesso. L'unità della costruzione è testimoniata anche dalla funzionalità dei percorsi interni e della suddivisione tra parti pubbliche e private.
I tempi di costruzione, furono inizialmente valutati in un periodo di cinquanta-ottanta anni, e poi ridotti a circa cinque-dieci anni. Oggi si tende a credere ad una durata corta dei lavori.
La funzione delle sale è quasi sempre suggerita da allusioni nei mosaici pavimentali. La divisione in tre nuclei distinti, anche dal punto di vista degli assi, e materialmente divisi consentiva usi separati, senza il rischio di confusioni o indiscrezioni. La grande funzionalità era legata a un'esasperata ricerca degli effetti prospettici e delle planimetrie con linee curve (soprattutto nelle terme e nel triclinio sud).
La successione vestibolo-corte-nartece-aula absidata, già in uso durante l'architettura aulica del basso Impero (come la basilica Palatina di Costantino a Treviri), con una notevole intercambiabilità verrà ripresa come impianto delle basiliche cristiane (antica basilica di San Pietro in Vaticano) e, più tardi, delle moschee arabe.
La villa "a padiglioni" o "a nuclei" non è una tipologia isolata a Piazza Armerina, ma, oltre ad essere documentata in un'altra villa siciliana presso Noto, deve il suo modello originario alla villa Adriana di Tivoli.

## Contesto storico
Durante i primi due secoli dell'Impero la Sicilia aveva attraversato una fase di depressione, dovuta al sistema di produzione del latifondo, basato sul lavoro degli schiavi: la vita urbana aveva subito un declino, la campagna era deserta e i ricchi proprietari non vi risiedevano, come la mancanza di resti abitativi di un certo livello sembrerebbe indicare. Inoltre, il governo romano trascurava il territorio, che divenne luogo d'esilio e rifugio di schiavi e briganti.
La Sicilia rurale entrò in nuovo periodo di prosperità agli inizi del IV secolo, con gli insediamenti commerciali e i villaggi agricoli che sembrano raggiungere l'apice della loro espansione e della loro attività. Tracce di attività costruttive restano nelle località di Filosofiana, Sciacca, Punta Secca, Naxos e altrove. Un evidente segnale di trasformazione è costituito dal nuovo titolo assegnato al governatore dell'isola, da corrector a consularis.
Le motivazioni sembrano essere duplici: anzitutto la rinnovata importanza delle province dell'Africa proconsolare e della Tripolitania per i rifornimenti di grano verso l'Italia, mentre la produzione egiziana, che aveva fino ad allora sopperito alle necessità di Roma, venne convogliata a Costantinopoli (dal 330 nuova capitale imperiale); la Sicilia assunse di conseguenza un ruolo centrale sulle nuove rotte commerciali fra i due continenti.
In secondo luogo i ceti più abbienti, di rango equestre e senatorio cominciarono ad abbandonare la vita urbana ritirandosi nei propri possedimenti in campagna, a causa della crescente pressione fiscale e delle spese che erano obbligati a sostenere per il mantenimento degli apparati pubblici cittadini. In tal modo inoltre i proprietari si occupavano personalmente delle proprie terre, coltivate non più da schiavi, ma da coloni. Considerevoli somme di denaro furono spese per ingrandire, abbellire e rendere più comode le residenze extraurbane, o ville. Tra queste si può citare oltre alla villa del Casale, la villa del Tellaro.

## Identificazione del proprietario della villa
L'identificazione del proprietario è stata a lungo discussa e molte diverse ipotesi sono state formulate: quello dell'identità del proprietario è un problema che è strettamente legato alla datazione della villa e all'esistenza di più fasi di costruzione.
Secondo una prima ipotesi il proprietario della villa sarebbe stato il tetrarca Massimiano (285-305), ritiratosi qui dopo la sua abdicazione. Gli studi storici successivi hanno tuttavia dimostrato che Massimiano trascorse in Campania, e non in Sicilia, i suoi ultimi anni. Successivamente il proprietario della villa era stato identificato con l'usurpatore Massenzio, figlio di Massimiano (305-312).
In realtà, nulla lascia intendere che la villa di Piazza Armerina fosse una residenza imperiale. Negli ultimi anni, del resto, gli scavi hanno dimostrato che il possesso di dimore sontuose e con marcato carattere di rappresentanza era un fenomeno molto diffuso e nient'affatto eccezionale nell'alta aristocrazia romana. Inoltre la lettura delle tematiche dei mosaici li inserisce nel quadro della società aristocratica romana degli inizi del IV secolo, pagana, legata alla tradizione senatoria, e avversa alla politica di Costantino I. Il fenomeno dell'edilizia monumentale applicata alle ville extraurbane risale al II secolo dell'Impero e tra gli esempi più rilevanti vi è la villa dei Gordiani sulla via Prenestina, già completata durante il principato di Commodo (180-192); la monumentalità della villa del Casale quindi non deve sorprendere per la sua maestosità.
L'ipotesi attualmente più accreditata identifica il proprietario con una prestigiosa figura dell'età costantiniana, Lucio Aradio Valerio Proculo Populonio, governatore della Sicilia tra il 327 e il 331 e console nel 340. I giochi che aveva organizzato a Roma nel 320, mentre rivestiva la carica di pretore, furono così fastosi che la loro fama durò per lungo tempo, e forse le raffigurazioni su alcuni mosaici della villa (la "Grande Caccia" nel corridoio 25 e i "Giochi del circo" nella palestra delle terme) intendono richiamare questo evento.
Altre ipotesi di identificazione che sono state avanzate riguardano:
- Gaio Ceionio Rufio Volusiano prefetto urbano e console sotto Massenzio e Costantino (306-337), che aveva grandi proprietà in Africa dalla quale era originario. Suo figlio Ceionio Rufio Albino, anche lui console e prefetto, che era uno scrittore polivalente (scrisse trattati di logica, storia, metrica, musica, geometria), in un'epigrafe conservatasi si definisce "philosophus";[8]
- un procurator imperiale, Ceionio Lampadio, figlio di Gaio Ceionio Rufio Volusiano Lampadio, prefetto sotto Costanzo II (353-359);
- Memmio Vitrasio Orfito, Praefectus urbi sotto Costanzo II (353-359), già governatore in Sicilia e incaricato del trasporto per nave degli animali provenienti dalle province africane e orientali (porti di Cartagine e di Alessandria d'Egitto). Secondo una notizia di Ammiano Marcellino gli si deve l'erezione nel Circo Massimo dell'attuale obelisco Lateranense, che sembrerebbe raffigurato nei mosaici della palestra della villa;
- Claudio Mamertino, famoso retore vissuto al tempo dell'imperatore Giuliano (361-363);
- Nicomaco Flaviano il Giovane, un aristocratico romano vissuto tra la fine del IV e gli inizi del V secolo, che secondo una notizia aveva emendato gli Annales di Tito Livio mentre soggiornava in una località siciliana non distante da Enna;[9]
- Betizio Perpetuo Arzigio e Domizio Latroniano, governatori della Sicilia sotto Costantino I.[10]

## Descrizione degli ambienti e dei mosaici

### Ingresso monumentale e vestibolo
L'accesso alla residenza avveniva attraverso un passaggio a tre archi, decorato da fontane e da pitture di carattere militare, che richiama da vicino un arco trionfale. Da qui si poteva accedere al complesso termale e al complesso residenziale.
Il cortile a ferro di cavallo è circondato da colonne in marmo con capitelli ionici, al centro sono i resti di una fontana quadrata. Dell'originaria pavimentazione si conserva lungo il lato nord del cortile un lacerto di mosaico bicromo con decorazione a motivi vegetali e squame. Sul lato occidentale del cortile si trovava una latrina.
Dall'ingresso alcuni gradini conducono al vestibolo: al centro di un pavimento geometrico è inserita una scena parzialmente conservata di adventus (ingresso cerimoniale) su due registri. Nel registro superiore un uomo con corona di foglie sul capo e candelabro nella mano destra, fiancheggiato da due giovani con ramoscelli in mano, sembra attendere l'arrivo di un ospite importante. Nel registro inferiore alcuni giovanetti recitano o cantano con dittici aperti nelle mani. Gli studiosi vi hanno visto una scena religiosa oppure un solenne benvenuto (salutatio) per l'ingresso del proprietario – di certo una personalità di rilievo – nella sua casa.

### Peristilio quadrangolare
Dal vestibolo si accede al peristilio: il mosaico presenta qui una serie di ghirlande d'alloro includenti teste di animali di molte specie diverse (felini, antilopi, tori, capri selvatici, cavalli, onagri, cervi, arieti, un elefante e uno struzzo). L'orientamento delle teste cambia in due punti: in corrispondenza dell'ingresso dal vestibolo, e ai piedi della scala d'accesso al complesso della sala absidata sul lato orientale. Questo cambiamento aveva probabilmente la funzione di enfatizzare i due itinerari percorribili all'interno dell'edificio: quello privato, a sinistra dell'entrata, che conduceva alle stanze del lato settentrionale, e quello pubblico, verso la sala absidata sul lato est e il nucleo del triclinio con peristilio ovoidale.
Al centro del peristilio si trovava una grande fontana: due vasche semicircolari con il lato curvo rivolto simmetricamente al centro inquadravano una vasca di forma rettangolare allungata, che con due archi sui lati maggiori delineavano una circonferenza centrale.
In asse con il vestibolo, appena oltre il porticato del peristilio, si trova un piccolo vano absidato, il "Sacello dei Lari", inquadrato da due colonne del peristilio e con pavimento a mosaico geometrico. Il motivo presenta due quadrati intersecati, ornati da una treccia semplice, che formano una losanga con foglia di edera al centro. La foglia di edera, simbolo dionisiaco e motivo decorativo d'ascendenza sasanide, ricorre frequentemente in numerosi pavimenti della villa.

### Ambienti sul lato nord del grande peristilio
Lungo il lato settentrionale del peristilio si aprono ambienti di varia destinazione, forse un gineceo o un hospitium. Tre vani iniziali, ambienti di servizio in funzione della cucina, e altri due in fondo, a servizio del vicino appartamento padronale, hanno pavimenti a mosaico con motivi geometrici. Gli schemi decorativi presenti si ritrovano nel repertorio dei mosaici nordafricani: le ipotesi sono che i motivi adottati nella villa siano stati elaborati a Roma o in Italia, e siano quindi passati successivamente in Africa, oppure che fossero già stati rielaborati nell'ambiente artistico nordafricano tra la fine del II e gli inizi del III secolo.
I due ambienti successivi che si aprono su questo braccio del peristilio sono probabilmente camere da letto (cubicula), preceduti da anticamere e con pareti decorate da pitture.
In uno dei vani sul pavimento a mosaico sono raffigurate sei coppie di personaggi, disposte su due registri. L'interpretazione è controversa: alcuni vi hanno visto episodi di ratto, forse il ratto delle Sabine, mentre altri, per la mancanza di atteggiamenti di violenza o sopraffazione nelle figure maschili, ipotizzano piuttosto che si tratti di danze campestri nelle feste primaverili in onore di Cerere. Teste, abbigliamento, gioielli sono ricchi di particolari, secondo modalità tipiche dell'arte tardoantica, e le scene sono statiche e frontali, con il senso di movimento suggerito soltanto dallo svolazzare dei mantelli. La linea su cui poggiano le figure del registro superiore presenta le ombre portate.
La seconda camera da letto presenta un mosaico pavimentale con Eroti pescatori, con ricca decorazione sulle barche e negli abiti. Gli Eroti portano sulla fronte un segno a V, di incerta interpretazione, che ritroviamo anche nei mosaici nordafricani del IV secolo. Il tema degli Eroti si ripete più volte nelle sale della villa e si ripetono anche gli stessi motivi, come le ville marittime nel paesaggio dello sfondo, l'Erote che rovescia il cesto con i pesci o l'altro che sta per colpire una preda con il tridente.
La successiva sala che si apre sul lato settentrionale del peristilio, forse una sala da pranzo (coenatio) invernale, di maggiori dimensioni delle altre e con l'ingresso preceduto da due colonne, conserva il mosaico pavimentale della "Piccola caccia". Sono raffigurate dodici scene disposte su quattro registri;
- nel primo registro dall'alto, un cacciatore e i suoi cani all'inseguimento di una volpe;
- nel secondo registro, un sacrificio a Diana, tra due uomini che portano sulle spalle un cinghiale legato e un terzo che porta una lepre;
- nel terzo registro, due uomini che spiano alcuni volatili sulle foglie di un albero, una vasta scena con il banchetto del proprietario con i suoi attendenti nel bosco, un cacciatore in atto di colpire una lepre col venabulum;
- nel quarto registro la cattura di tre cervi con una rete e il drammatico abbattimento di un cinghiale che ha ferito un uomo in una palude. Sono degne di nota le figure dei due servi nascosti dietro la roccia: uno prova a colpire la bestia con un sasso, l'altro si tocca la fronte impaurito.

Quelle rappresentate sono vere e proprie scene di caccia (venatio), che dovevano far parte della vita quotidiana del padrone della villa. Il sacrificio a Diana, propiziatorio del buon esito della caccia, richiama da vicino uno dei tondi adrianei dell'arco di Costantino col medesimo soggetto. I moduli compositivi sono però a Piazza Armerina tipici della tarda antichità: il sacrificante e gli assistenti sono in posizione frontale, i rami degli alberi si dispongono simmetricamente ai lati della scena e la tenda (velarium) crea uno spazio di rispetto per il personaggio principale, con funzione analoga a quella del ciborio delle chiese paleocristiane. Le scene di caccia derivano dal repertorio tipico di tutta l'area dell'Occidente Mediterraneo, e si dispongono intorno ai due episodi centrali del sacrificio e del banchetto con ordine e simmetria. Lo schema compositivo sembra derivare dal repertorio nordafricano e richiamano per lo stile i mosaici nella "Casa dei Cavalli" di Cartagine e, per le caratteristiche compositivo-iconografiche, quelli in una villa di Ippona: è possibile che le maestranze provenissero dall'Africa Proconsolare e in particolare dalla stessa Cartagine.
Il vano trapezoidale di raccordo tra il peristilio e le terme ha un mosaico di dama con ancella.

### Corridoio della "Grande Caccia"

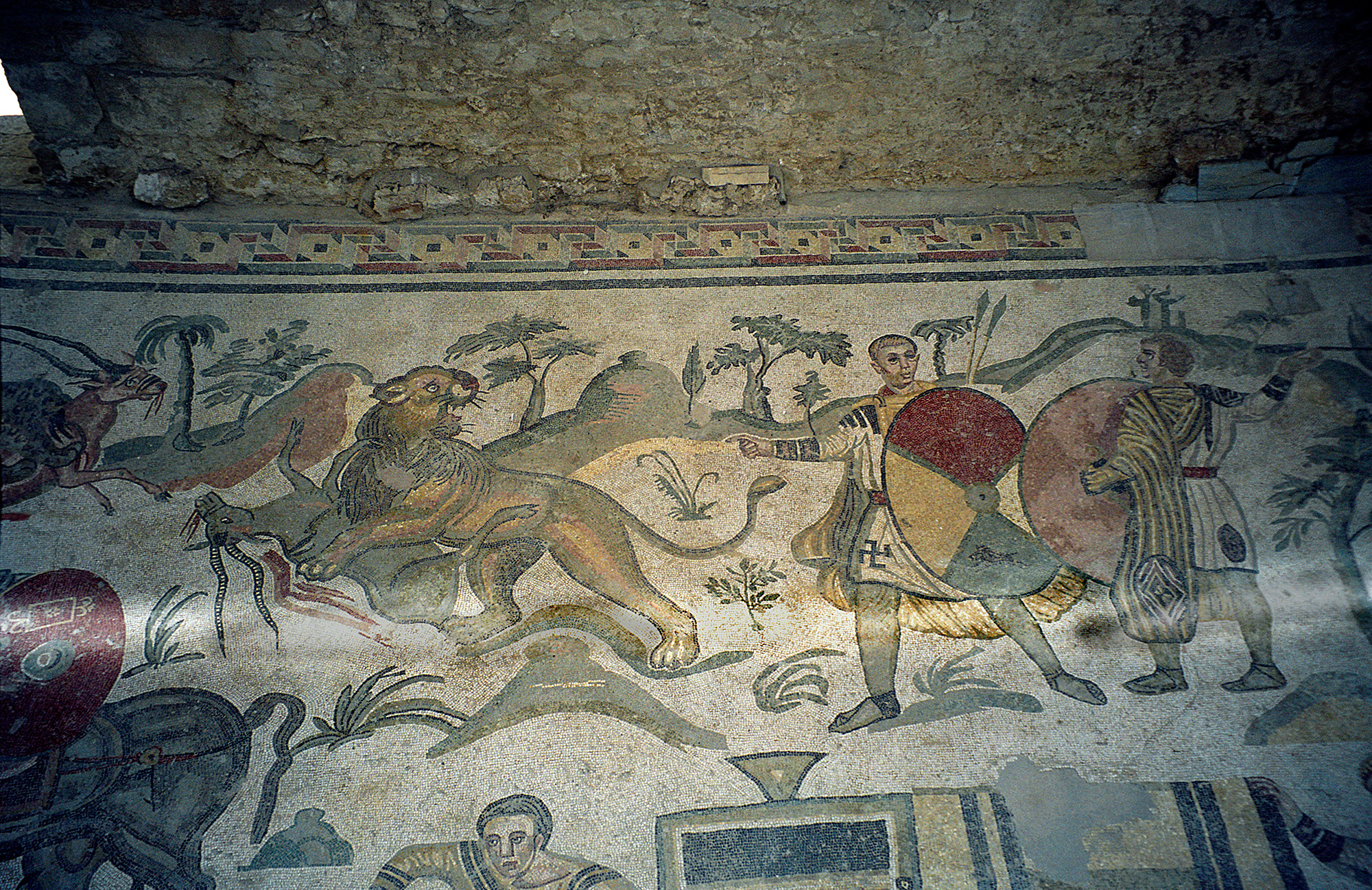
Scena di caccia

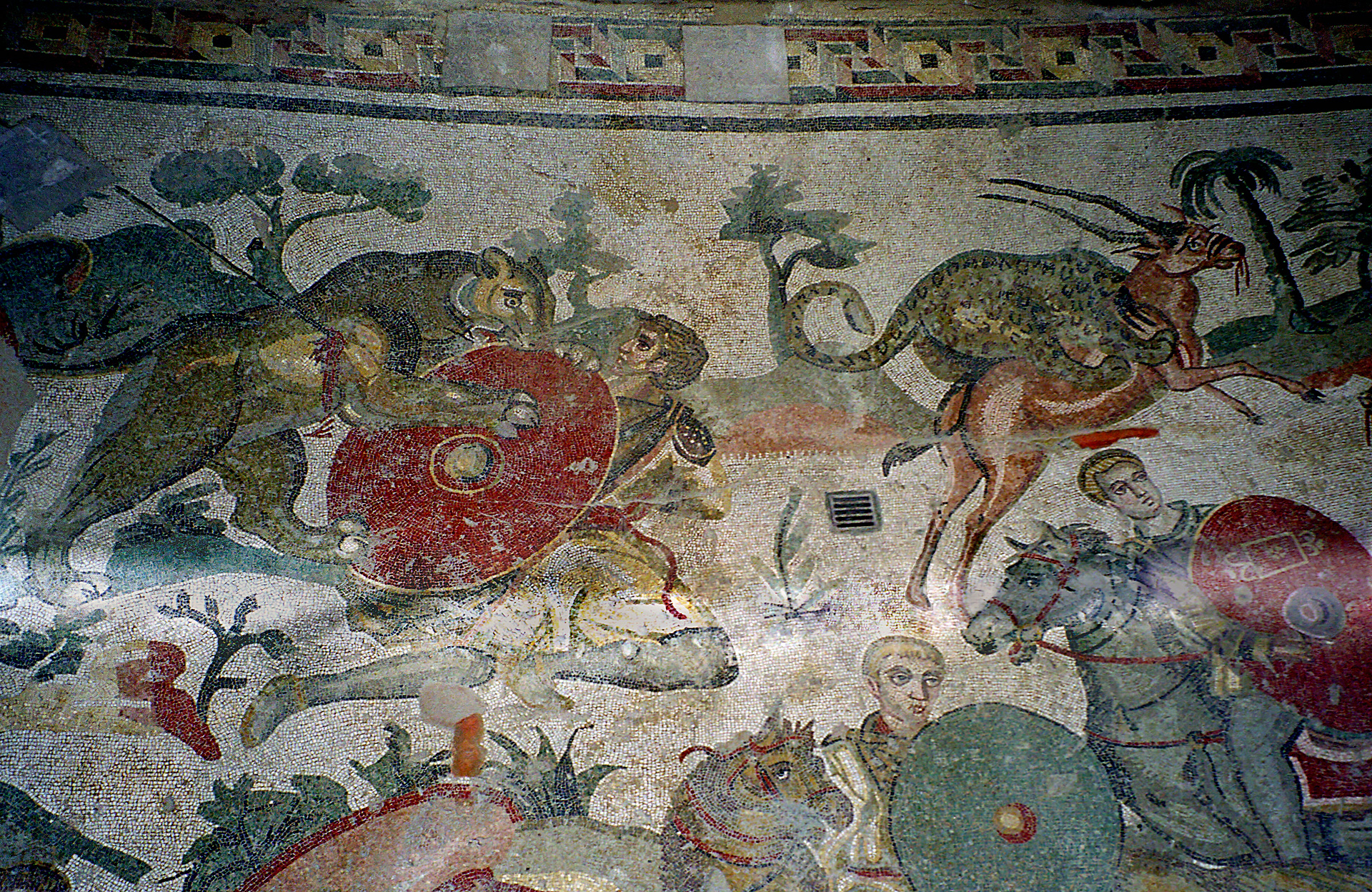
Scena di caccia

Dal lato di fondo orientale del peristilio si accede al corridoio sopraelevato della "Grande Caccia" (65,93 m di lunghezza e 5 m di larghezza), con le estremità absidate. Su questo corridoio, elemento di raccordo e separazione tra parte pubblica e privata, si aprivano la grande sala absidata di rappresentanza e gli appartamenti padronali. L'importanza era sottolineata dal portico che si apre nella sua parte centrale verso il peristilio e dalla leggera soprelevazione: vi accedevano due scale dai bracci nord e sud del peristilio, e una terza centrale, di fronte all'ingresso della grande sala absidata.
A dispetto del nome con cui è conosciuto, il soggetto del mosaico pavimentale rappresenta una grande battuta di cattura, non caccia, di bestie selvatiche per i giochi dell'anfiteatro a Roma: nessun animale viene infatti abbattuto e i cacciatori usano le armi solo per difendersi. Le caratteristiche tecniche, unite all'analisi delle cesure evidenti sullo sfondo del mosaico, hanno consentito di individuare 7 scene, eseguite da due gruppi distinti di mosaicisti. 
- Le prime tre scene sono realizzate con tessere quadrate di piccole dimensioni (5–6 mm), di forma molto regolare, e con una certa quantità di faience; sono impiegate poche scaglie di pietra, e ci sono circa venticinque colori diversi.
- Le scene restanti, nella metà sud del corridoio, sono realizzate con tessere un po' grandi (6–8 mm), scaglie di pietra più frequenti e minor precisione nei dettagli; sono presenti quindici colori.

La differenza stilistica fra le due parti del corridoio è assai evidente. Mentre nella metà sud le figure sono secche, schematiche e prive di volume, quelle della metà nord spiccano per la resa plastica e naturalistica dei corpi delle belve e per i volumi dei panneggi in libero movimento. È possibile che la parte meridionale del corridoio sia opera di maestranze più conservatrici, fedeli ai canoni stilistici del III secolo e ai modelli del linguaggio figurativo occidentale, mentre nella parte settentrionale avrebbero lavorato mosaicisti più innovatori e più vicini alla cultura figurativa del IV secolo, che avevano assorbito modelli elaborati in Grecia o in Asia Minore e ancora vicini alla tradizione ellenistica.
Nelle absidi alle estremità nord e sud del corridoio abbiamo due figure femminili. Quella a nord, molto lacunosa, tiene nella mano destra una lancia e ha ai lati un leone e un leopardo. Si tratta forse della personificazione della Mauretania o, più genericamente, dell'Africa. L'altra figura femminile dalla pelle olivastra, per la presenza dell'elefante dalle orecchie piccole, della tigre e della fenice, rappresenterebbe l'Egitto (Africa orientale quindi) o, secondo altri, l'Asia o l'India, come sembrerebbe provare la presenza delle formidines pendenti dai rami, nastri rossi usati dai cacciatori indiani per catturare le tigri. Il resto della decorazione del corridoio è organizzato in tre fasce: quelle laterali con scene di cattura vere e proprie entro confini geografici ben precisi, e quella centrale che rappresenta il trasporto degli animali e zone di mare entro le quali si vedono navi da carico. Le figure nelle absidi quindi sarebbero le personificazioni delle regioni rappresentate nella parte di corridoio vicina, nelle quali avveniva la cattura degli animali, convogliati poi al centro per essere spediti a Roma.
L'insieme rappresenta quindi una sorta di compendio su come catturare ogni singola belva, ambientato in due continenti diversi e ad uso e consumo di un dux di una provincia (i duces avevano infatti l'incarico di procurare le fiere per il circo), forse il proprietario stesso che è probabilmente l'uomo maturo rappresentato nel continente di destra in atto di sovrintendere alla cattura con due soldati.
La struttura del mosaico è simmetrica, ma la zona destra è più sviluppata, sia perché le terre che rappresenta sono più vaste (a giudicare dagli animali arrivano a includere zone nilotiche e arabiche), sia perché venga collocato in posizione centrale il personaggio chiave del dominus coi soldati.

### Basilica

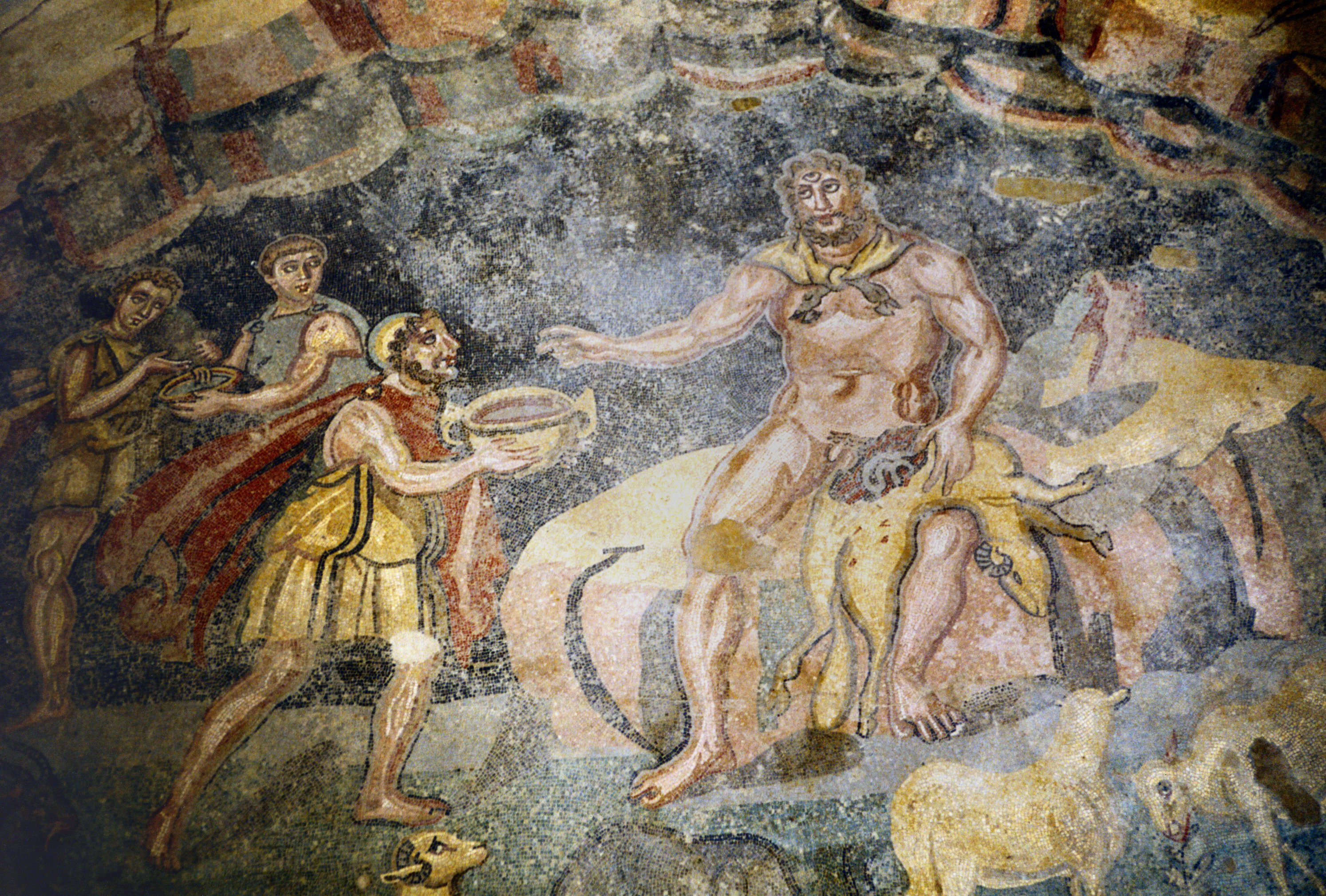
Il vestibolo di Polifemo

Sul lato di fondo del corridoio della Grande Caccia, al centro, sopraelevata con quattro gradini, si apre un'ampia sala da ricevimento absidata, con un ingresso scompartito da due colonne che ne segnala l'importanza.
La funzione pubblica dell'aula, dove probabilmente il proprietario concedeva udienza e riceveva i visitatori, è resa inoltre evidente dalla originaria pavimentazione in prezioso opus sectile in lastre di marmi colorati e porfido. La sala si trova al termine di un percorso che si sviluppa in senso ascensionale a partire dall'ingresso monumentale. L'antistante corridoio della "Grande Caccia” viene a costituire una conduplicatio enfatica, ossia un “di più”, una ripetizione, del peristilio ad una quota più elevata. Sulla base dei confronti con gli esempi analoghi – anche se meno monumentali – della "villa di Portus Magnus" in Algeria (III secolo DC), del "palazzo di Fishbourne" nel Sussex, del "Pretorio" di Lambaesis e dell'"Aula palatina" di Treviri, sembra di poter indicare per questo corridoio apparentemente superfluo una funzione di "sala di attesa". Una simile soluzione sarà adottata nei secoli successivi dal nartece delle chiese cristiane, in particolare in diversi edifici di culto dell'area greco-egea, databili tra la fine del IV e il V secolo (basilica di Epidauro, basilica A di Nicopoli in Epiro, basilica di Afendelli a Lesbo), nei quali il nartece, attaccato al braccio orientale dell'atrio, lo raddoppia in lunghezza, proprio come avviene nella villa del Casale per il corridoio della "Grande Caccia" e il peristilio. Queste somiglianze hanno indotto ad ipotizzare per il complesso della sala basilicale una funzione addirittura "liturgica", in relazione al cerimoniale delle udienze nella corte imperiale di epoca tardoantica.

### Appartamenti padronali sul lato orientale
Ai lati della basilica si aprono sul corridoio della "Grande Caccia" i due appartamenti padronali: quello più a nord, più prossimo agli ambienti di servizio e di dimensioni inferiori era probabilmente riservato alla famiglia (la padrona di casa o il figlio del proprietario) e l'altro più importante e con decorazione musiva più ricca e articolata era probabilmente quello del proprietario.

#### Appartamento settentrionale

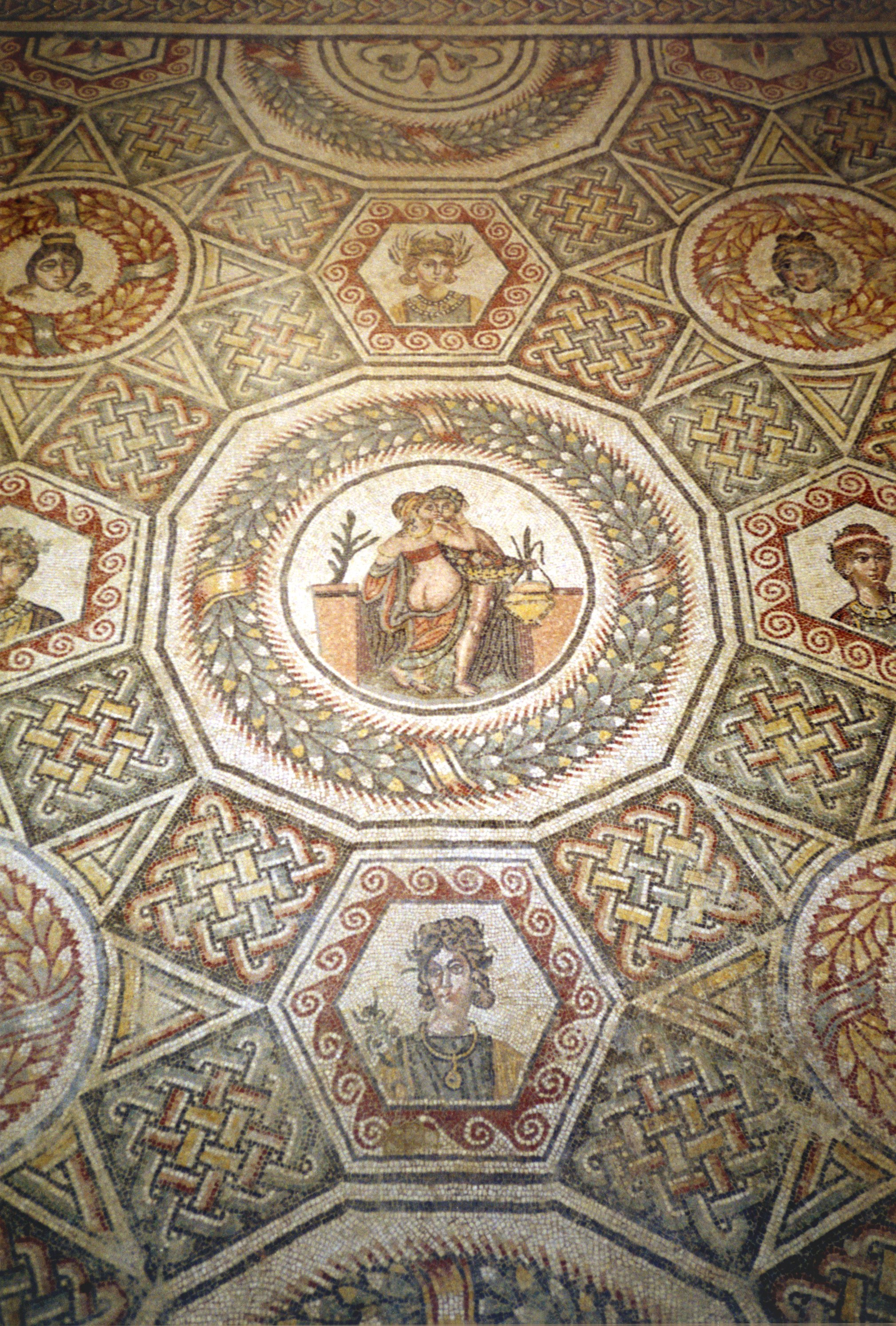
Il mosaico pavimentale del secondo cubicolo

Un primo ambiente funge da anticamera; il pavimento è decorato con l'episodio di Ulisse che ubriaca Polifemo: Ulisse i suoi compagni sono imprigionati nella buia grotta del ciclope e cercano di fuggire per mezzo dell'astuzia; Ulisse porge a Polifemo, che è raffigurato con tre occhi, intento a squartare e mangiare un suo ariete, una grande coppa, un kantharos pieno di vino. La statua di Ulisse che porge una coppa simile decorava un complesso imperiale nei pressi di Baia e si trova ora nel Museo archeologico dei Campi Flegrei. Pitture con il medesimo soggetto si trovavano sul Palatino e si può ipotizzarne la derivazione da un originale pittorico. Si tratta in ogni caso, di una testimonianza della cultura del proprietario e della sua dimestichezza con l'ambiente romano.
Una sala absidata che si apre sull'anticamera, forse identificabile con una sala da pranzo (triclinio), oppure con una stanza da letto (cubicolo) con rientranza per il letto (alcova) nell'abside. La sala presenta pitture parietali di Eroti e sul pavimento un mosaico geometrico in cui sono inseriti tondi con le Stagioni e ceste di frutta, mentre nell'abside si trova un motivo a squame con elementi naturalistici molto raffinati.
Un secondo ambiente laterale, ugualmente aperto sull'anticamera, è un altro cubicolo con alcova. Il pavimento è un tappeto geometrico con schemi poligonali, stelle stilizzate e Stagioni nei tondi, che circondano un medaglione con coppia di amanti. Il passaggio all'alcova, la rientranza occupata dal letto, mostra scene di fanciulli che giocano, mentre l'alcova stessa presenta una decorazione geometrica.

#### Appartamento meridionale
L'appartamento si apriva sul corridoio della "Grande Caccia" con un ingresso monumentale costituito da un peristilio a ferro di cavallo con quattro colonne ioniche e una fontana al centro. Il peristilio era pavimentato con un mosaico raffigurante la veduta di un intero porto, che gira intorno alla composizione ed Eroti pescatori, con tematiche simili a quelle presenti in uno dei cubicoli del lato nord. In quest'ambiente esiste una differenza stilistica fra la metà nord e sud della composizione. Infatti, nella metà sud degli alberi sono meno numerosi, il mare è disegnato da poche linee a zig-zag e da molte linee dritte, gli edifici sullo sfondo sono visti di fronte e non sono collegati fra loro. Tutto ciò evidentemente rivela l'utilizzo di diversi modelli.
Da qui si accedeva a tre vani principali, disposti in parallelo sull'asse est-ovest. Un'aula absidata si apre sul lato di fondo del peristilio e costituiva forse la biblioteca privata del proprietario o la diaeta. Il pavimento a mosaico presenta la scena mitologica del poeta Arione, al centro, che incanta gli animali marini, tritoni, Nereidi e cavalli marini con la musica e la poesia. Nell'abside si trova una grande testa di Oceano circondata da varie specie di pesci. Le acconciature ad elmo delle Nereidi hanno fornito importanti dati cronologici sulla base dei ritratti numismatici delle imperatrici della dinastia costantiniana. La disposizione della scena e il suo significato sono molto simili a quelle del mosaico con Orfeo nella sala absidata che si apre sul lato sud del grande peristilio quadrangolare.
Sul lato sinistro del peristilio a ferro di cavallo si dispone una coppia di ambienti, corrispondenti ad un cubicolo con alcova rettilinea preceduto da un'anticamera:
- nell'anticamera si trova il mosaico con il combattimento di Eros e Pan, a cui assistono da sinistra forse il padrone di casa, un Satiro e due Menadi, mentre da destra tre fanciulli e due giovani donne, probabili familiari del proprietario. Gli oggetti sul tavolo di fondo sono il premio per il vincitore: quattro corone con foglie di palma, e due sacchi pieni di monete (su ciascuno di essi è indicata la cifra: 22.000 denari!). Si tratta di un episodio mitologico poco famoso, ma che faceva parte della cultura del padrone di casa: lo stesso tema si trova nella basilica paleocristiana di Aquileia, edificata in un periodo molto vicino a quello della villa del Casale, e nella quale la tartaruga simboleggia il male, il gallo il bene e la luce;
- nel cubicolo è presente il mosaico dei Eroti Cacciatori: su vari registri si susseguono le scene, di grande effetto ornamentale per via del riempitivo di rami con foglie e frutti e di volatili che occupa tutto lo sfondo. Non mancano episodi umoristici, come quello del fanciullo caduto che è morso al polpaccio da un grosso topo, o dell'altro che fugge davanti ad un gallo (quest'ultima scena passerà nell'iconografia moralistica medievale come raffigurazione dell'Accidia).

Sul lato opposto del peristilio a ferro di cavallo, si dispone una simile coppia di ambienti, anticamera e cubicolo con alcova absidata:
- l'anticamera presenta il mosaico del cosiddetto Piccolo circo: nell'arena gareggiano quattro bighe, trainate da volatili sacri a Venere e guidate da aurighi eroti (bambini); un fanciullo incaricato della premiazione reca in mano la palma per il vincitore. La critica più recente vede in questa scena un'allegoria delle Stagioni, un richiamo allo scorrere del tempo avente lo stesso significato simbolico dei tondi con carri del Sole e della Luna nell'arco di Costantino;
- il cubicolo è decorato con l'Agone musicale: su tre registri si trovano fanciulli intenti alla recitazione e al canto. Anche qui, come nel mosaico di Eros e Pan, ricorre il tavolo con le corone della vittoria sullo sfondo. Le due fanciulle che nell'abside di fondo sono intente ad intrecciare ghirlande di fiori e foglie potrebbero riferirsi ai momenti delle feste primaverili in onore di Cerere.

Nei mosaici di questo appartamento meridionale troviamo una sintesi di tutto il programma iconografico della villa: l'astuzia e la poesia (Eros, Arione) che vincono la forza bruta (Pan, le bestie marine); il tema della caccia (bambini cacciatori); il circo (bambini sulle bighe); la poesia e la musica (Agone musicale, che si richiama sia alla lotta di Eros e Pan, sia alle scene di Arione e Orfeo).

### Ambienti sul lato sud del grande peristilio

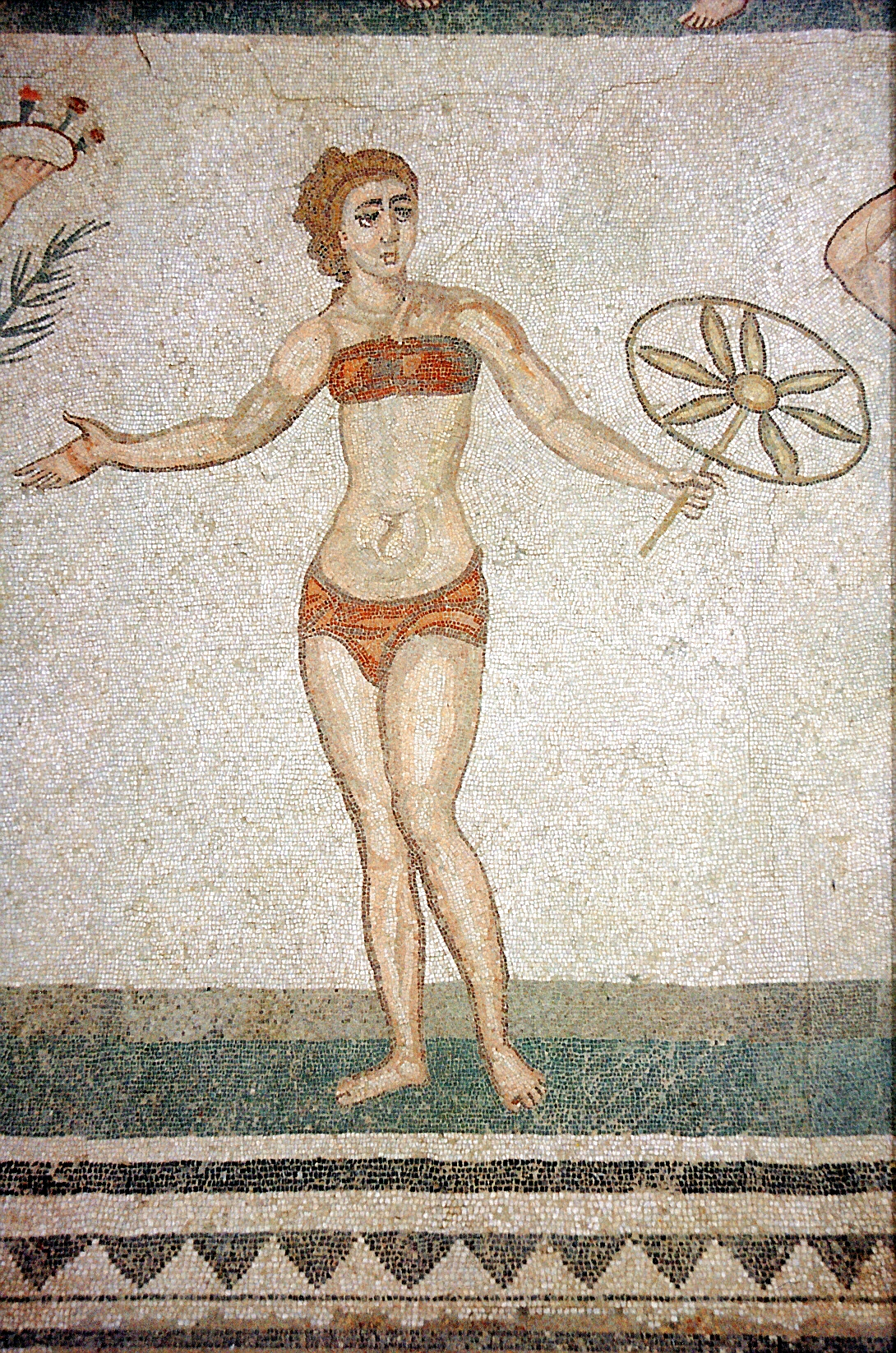
Atleta vincitrice, una delle "fanciulle in bikini"

Immediatamente contigui alle scale che portano al corridoio della "Grande Caccia" si aprono sul portico meridionale del grande peristilio due ambienti di servizio, in origine pavimentati con motivi geometrici. In un più tardo rifacimento l'ambiente più interno fu decorato con un mosaico unico nel suo genere, che raffigura delle donne in palestra, noto come le Fanciulle in bikini. In realtà le fanciulle non sono al bagno, ma in palestra, per cui indossano la tenuta sportiva dell'epoca: il "subligar", una specie di panno stretto, avvolto tra le gambe, con la fascia subligaris o mammillare, che fungeva da reggiseno. Nel mondo romano, non vi erano particolari problemi di pudore per tali costumi succinti: anche se il poeta latino Giovenale, nella Satira VII,  si lamenta del fatto che tante donne romane vadano in palestra, con ricchi accappatoi di porpora e imparino con gusto a duellare di scherma, usando schinieri e altre protezioni corporee, come se fossero dei gladiatori.
Nel mosaico, su due registri che vanno letti in verso bustrofedico (il superiore da sinistra a destra e il successivo da destra a sinistra) si dispongono dieci fanciulle impegnate in palestra in esercizi atletici. Alcune sono in coppia: due  (la prima figura di discobola è perduta) si sfidano nel lancio del disco,  una si allena con i pesi, due si sfidano nella corsa; nella fascia inferiore due si lanciano una palla di stoffa; alla fine si premiano le due vincitrici di una gara: una fanciulla-giudice porge la palma e la corona di fiori ad una fanciulla, che tiene in mano una specie di girandola, composta da un'asta e una raggiera ruotante, forse un premio; uno strumento simile è presente nei mosaici del Gran Palazzo imperiale di Costantinopoli, in mano a fanciulli che lo spingono intorno a due "mete", imitando le corse dei carri al Circo. La fanciulla-giudice indossa il mantello da arbitro, ma non la fascia pettorale, a riprova che tale indumento veniva indossato solo durante gli esercizi atletici. L'altra fanciulla vincitrice si incorona da sola, stringendo la palma della vittoria.
In altro ambiente vi è un mosaico dove sono raffigurate due giovani fanciulle che preparano le stesse corone di fiori che indossano le atlete vincitrici. Un ambiente doppio, forse un cubicolo invernale, è decorato da un mosaico raffigurante uno spettacolo di mimi o tetimimo.
La disposizione degli elementi nella sala di Arione, all'interno dell'appartamento padronale settentrionale, è identica a quella del mosaico di Orfeo nella sala absidata che si apre al centro del porticato, la cui importanza è sottolineata dall'ingresso a due colonne e dalla presenza di una fontana centrale. Si trattava forse di una diaeta invernale, di una sala da musica o di una biblioteca. Qui, al centro del mosaico si trova il poeta, circondato da più di cinquanta specie diverse di animali, fra i quali compare anche la mitica Fenice. Fra le scene di Arione e Orfeo esiste uno stretto legame concettuale: entrambe presentano il dominio delle forze brute (le bestie marine, le fiere terrestri) per mezzo delle arti della poesia e del canto, cioè delle attività che elevano lo spirito, tematica ripresa anche nel mito di Ulisse che vince con l'astuzia Polifemo nel vestibolo dell'appartamento settentrionale. Poiché nella mentalità del tempo la sapienza musicale era assimilata alla sapienza in genere, e le bestie selvagge erano frequente metafora delle passioni umane (per esempio in Lattanzio). Il parallelismo fra Orfeo e le venationes ricorre in Marrone, e i due temi sono significativamente accoppiati nella pisside eburnea di Bobbio.

### Il complesso dellatrichoracon peristilio ovoidale
Sia dal corridoio della '"Grande Caccia" e dall'appartamento padronale, sia dall'angolo sud-occidentale del grande peristilio quadrangolare si accedeva ad un complesso unitario, costituito da un peristilio a pilastri a pianta ovale tagliato ad una estremità da una sala con tre absidi (trichora) Sui due lati del peristilio si affacciano gruppi di tre ambienti, con quelli laterali accessibili dal vano centrale, mentre sul lato opposto alla sala con tre absidi, è presente un ninfeo (fontana) absidato. Si trattava probabilmente di un triclinio monumentale adibito ai banchetti di rappresentanza.
Il portico del peristilio era pavimentato con un mosaico di girali d'acanto animate con busti di animali. Gli ambienti sui lati del peristilio sono decorati con un mosaico di Eroti, nuovamente impegnati in attività di pesca (Eroti pescatori) nei vani meridionali, mentre in quelli settentrionali sono, invece, impegnati nella vendemmia (Eroti vendemmianti): davanti ad una villa rurale, due Eroti portano ceste piene di grappoli ai loro compagni intenti alla pigiatura dell'uva.
Il pavimento del contiguo ambiente laterale è interamente ricoperto da girali di tralci, grappoli e figurine di Eroti; al centro si trova un medaglione con busto di figura maschile (forse personificazione dell'Autunno).
Il mosaico di questo vano ricorda molto da vicino quello con lo stesso soggetto della volta del corridoio anulare del mausoleo di Costantina a Roma (attuale chiesa di Santa Costanza), eseguito pochi anni più tardi.
Lo schema, che ornava anche lo stesso sarcofago porfiretico della principessa figlia di Costantino, è molto diffuso nelle regioni del Mar Mediterraneo orientale, dove permane fino all'avanzato VI secolo nei pavimenti delle chiese giordane.
La sala con tre absidi, una sala da pranzo (coenatio) invernale per i banchetti, era accessibile dal peristilio mediante quattro gradini, tramite un ingresso con colonne in granito. Il mosaico del vano centrale, non interamente conservato, raffigura le fatiche di Ercole. Nell'abside settentrionale (a sinistra) è raffigurato il trionfo di Ercole accolto nell'Olimpo, in quella meridionale (a destra) il mito della nascita della vite con Licurgo e Ambrosia, e in quella di fondo, ad est, una lotta di Ercole e dei Giganti.
I passaggi verso le absidi ospitavano scene delle metamorfosi, di cui rimangono quelle di Dafne in alloro, di Ciparisso in cipresso, di Esione o di Andromeda e di Endimione in stelle. Il complesso delle figurazioni si riferisce all'apoteosi eroica del semidio, che viene trasformato in dio in seguito alle sue imprese, un motivo spesso ripreso nella propaganda imperiale come allusione alla divinizzazione dell'imperatore.

### Terme

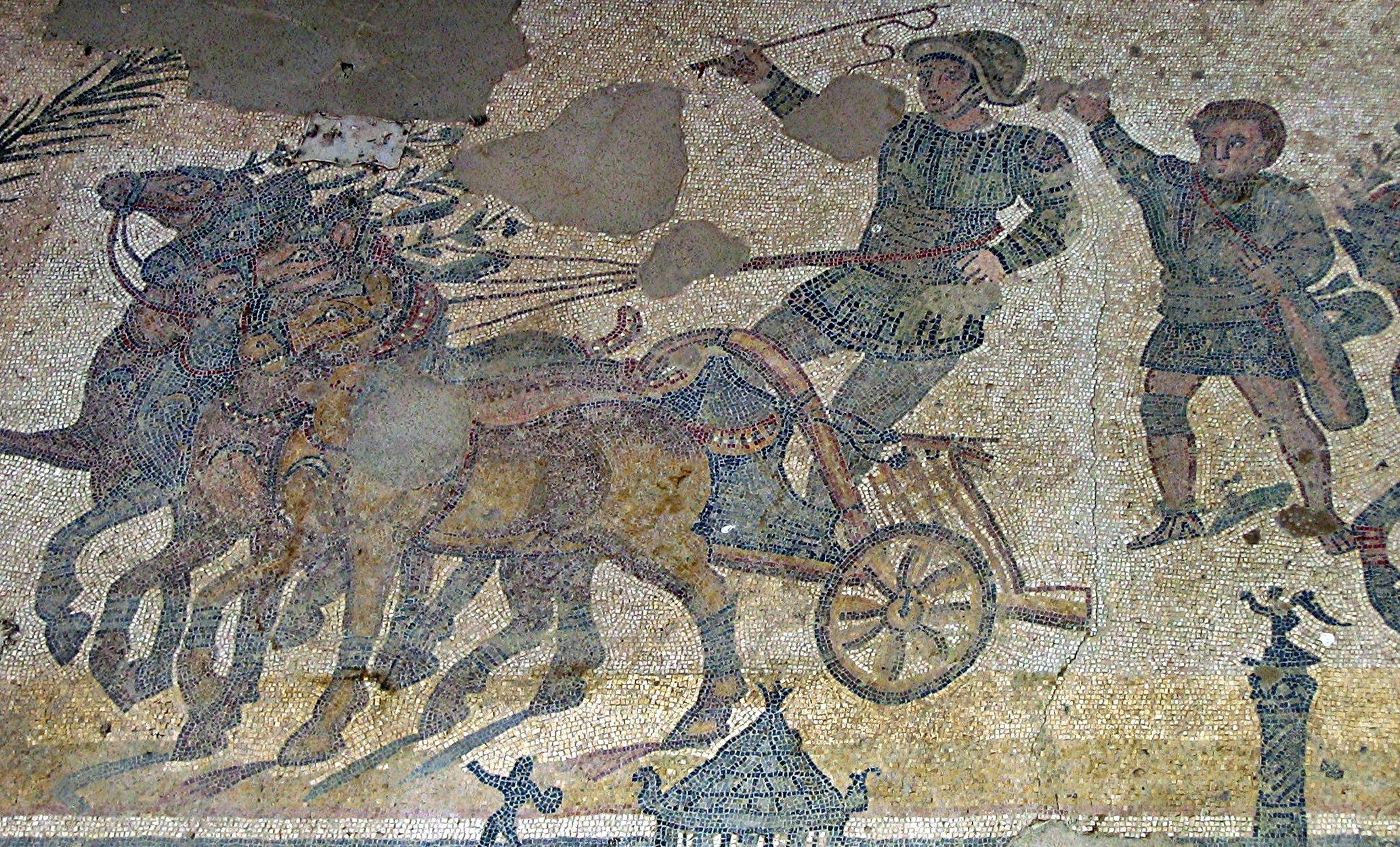
Particolare del mosaico del Circo

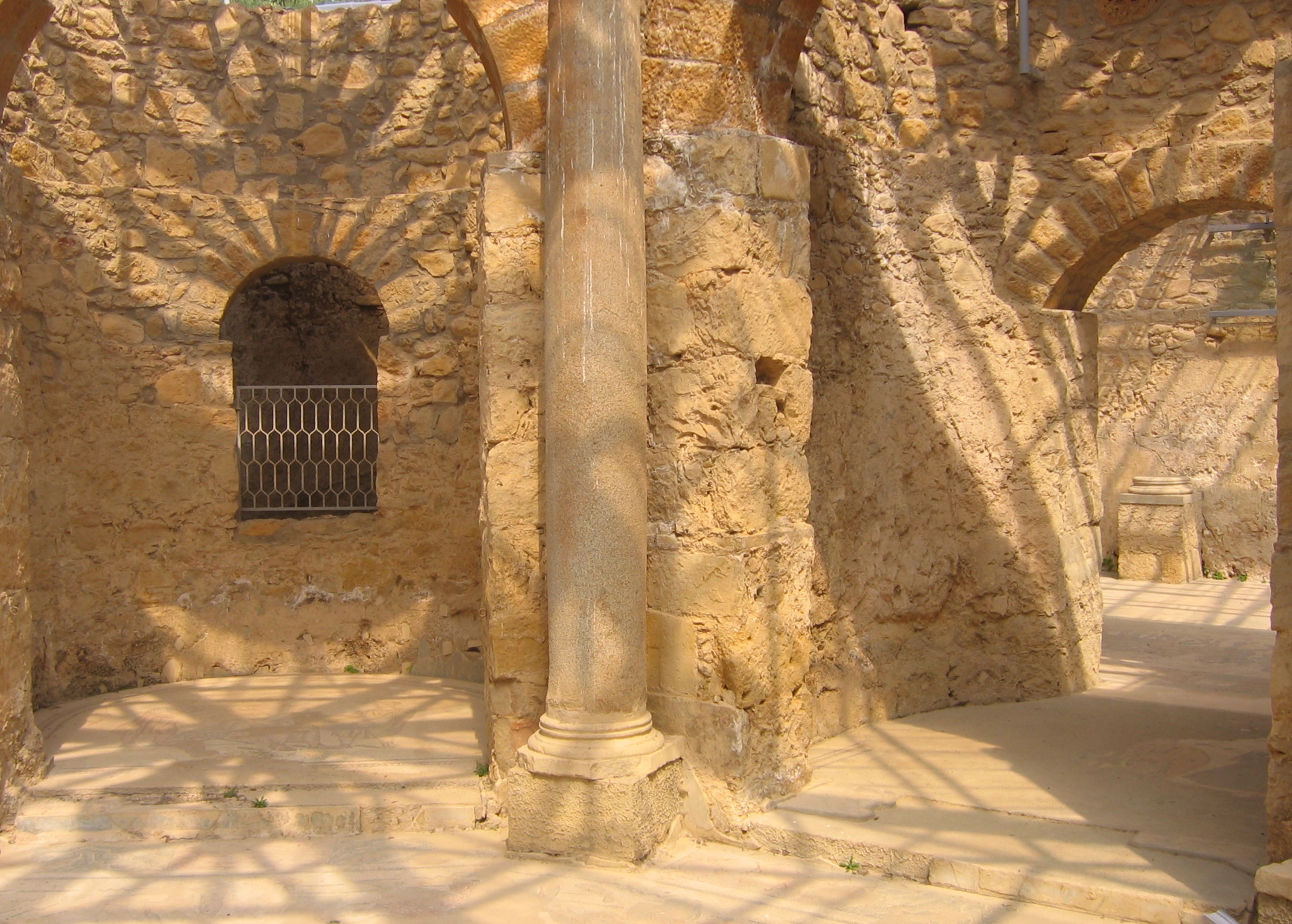
Il frigidarium delle terme

Direttamente dall'ingresso monumentale della villa si accedeva ad un complesso termale, che poteva dunque essere frequentato anche da estranei e che ripete l'orientamento di un precedente edificio termale.
Il primo vano, dotato di banchine, e probabilmente utilizzato come spogliatoio (apodyterium) è decorato con un mosaico pavimentale che raffigura la padrona di casa con i due figli fiancheggiata da ancelle.
Da qui si passa ad un atrio "a forcipe" (terminante in absidi alle due estremità) e decorato con il mosaico del Circo. Vi è rappresentato il Circo Massimo di Roma, ricco di dettagli, con in corso una gara di quadrighe vinta dalla fazione Prasina o dei "verdi". Questo corridoio era probabilmente utilizzato come palestra per gli esercizi ginnici al coperto.
Segue la tradizionale sequenza di ambienti termali romani, con frigidarium, tepidarium e calidarium.
Il frigidarium, una sala ottagonale con sei nicchie absidate sulle pareti, due delle quali utilizzate per gli ingressi. A sud un piccolo vano quadrangolare con tre profonde nicchie-absidi e due sale-piscina (natationes): a nord una piscina absidata a pianta basilicale e a sud una tricora. Il mosaico del vano centrale raffigura ancora una scena di Eroti pescatori con figure di Nereidi, Tritoni e cavalli marini, la cui composizione si adegua alla forma ottagonale dell'ambiente. Nelle nicchie absidate, utilizzate forse come spogliatoi, è raffigurata la mutatio vestis (personaggi che si svestono o rivestono, aiutati da schiavi). Le pareti erano rivestite di marmo.
Segue un piccolo ambiente usato probabilmente per le frizioni, con un mosaico raffigurante un massaggio (alepterion), da cui si accede ad una sala allungata con absidi alle estremità che doveva essere il tepidarium, decorata con un mosaico raffigurante i giochi dello stadio (lampadedromia), scarsamente conservato. Su uno dei lati lunghi si aprono tre ambienti riscaldati (due absidati e uno con vasca) che dovevano costituire i calidaria.